# Zarrenthiner Kiessee
Der Zarrenthiner Kiessee befindet sich im Ortsteil Zarrenthin der Gemeinde Bentzin im Landkreis Vorpommern-Greifswald. Der See entstand infolge des seit den 1960er Jahren durchgeführten industriellen Kiesabbaus. Geologisch liegt der See in einer während des Brandenburger Stadiums der Weichseleiszeit gebildeten Schmelzwasserrinne.

## Beschreibung
Die Gewinnung von Kies erfolgte bereits Ende des 19. Jahrhunderts in beachtenswertem Umfang, wie die Errichtung eines Anschlussgleises der Demminer Bahnen im Jahr 1898 zeigt. In der ersten Hälfte des 20. Jahrhunderts erfolgte meist Kleinabbau. Die Fördermenge wurde in den 1930er Jahren vergrößert, als hier Baumaterial für den Flugplatz Tutow gewonnen wurde. Zwischen 1934 und 1939 bestand dafür eine eigens angelegte Kleinbahnstrecke.
Anfänglich wurden ehemals von Kiesabbau betroffene Flächen für Erholungszwecke umgestaltet. So gab es z. B. einen kleinen Park mit Teich und aufgestellten großen Steinen. Die Stelle ist heute nur noch an den Resten der überwachsenen ehemaligen Sitzbänke zu erkennen.

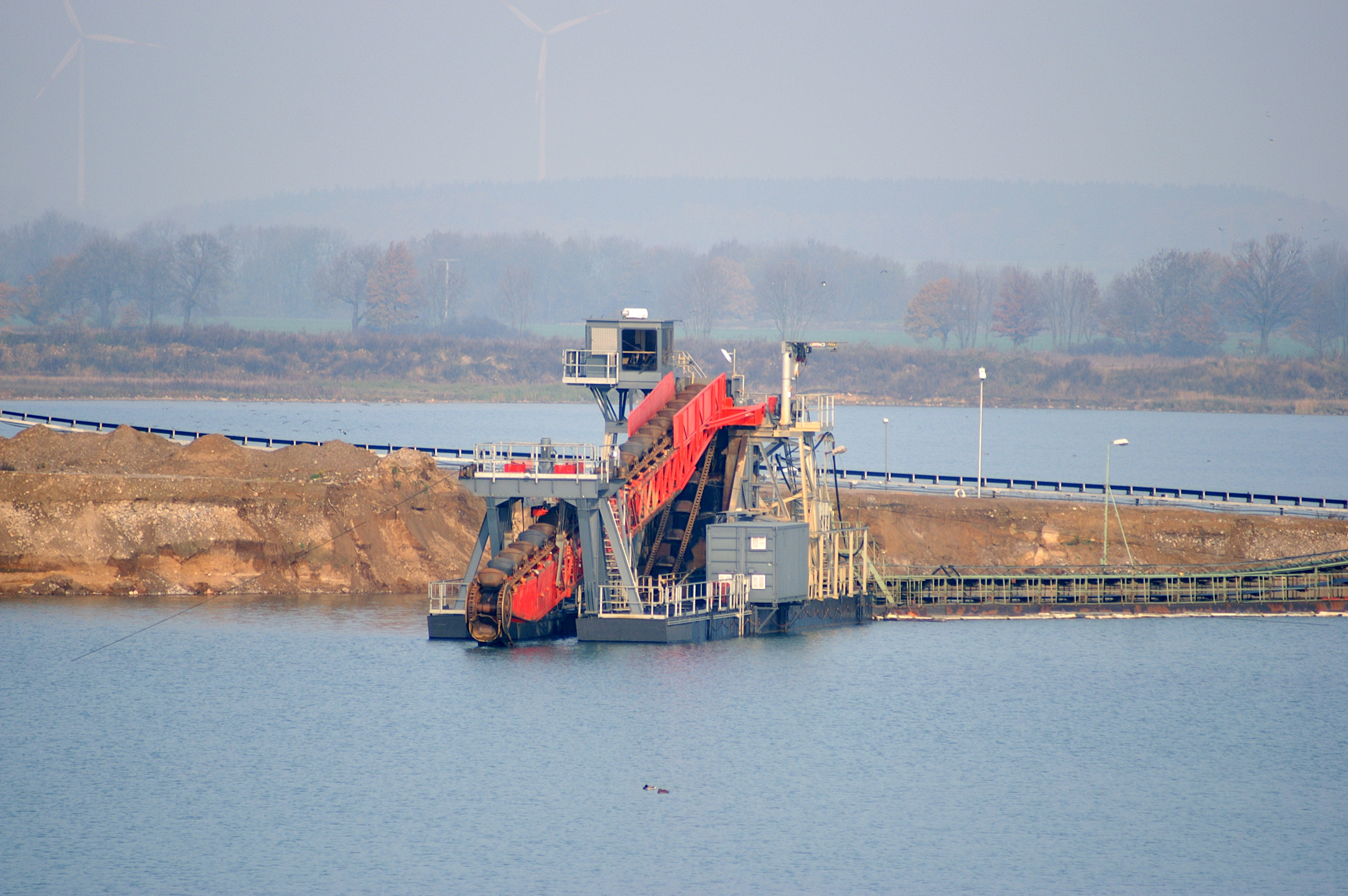
Schwimmbagger im Kiessee (2008)

Ab 1967 erfolgte der Kiesabbau kontinuierlich in industriellem Umfang. In der Folge wurde ca. 1980 die direkte Straßenverbindung von Zarrenthin nach Jarmen unterbrochen und somit der Ort Zarrenthin durch den entstehenden Baggersee geteilt. Der Abbau erfolgte zunächst mittels Schwimm-Greifbagger, seit 2006 mit einem Eimerkettenbagger. Der nach der deutschen Wiedervereinigung gestiegene Bedarf an Baustoffen zum Straßen- und Autobahnbau führte seit den 1990er Jahren zu einer Forcierung des Kies- und Sandabbaus.
1976 wurde im nördlichen Bereich des Abbaugebietes ein vorgeschichtliches Hügelgrab mit einem Durchmesser von 20 Metern als Bodendenkmal registriert. Da es die Erweiterung des Tagebaus behinderte, wurde es 2005 im Rahmen einer archäologischen Untersuchung abgetragen und 2006 am Eingang der am östlichen Seeufer gelegenen Zarrenthiner Badeanstalt als Nachbau wieder errichtet.
In die Schlagzeilen geriet der See als dort am 22. April 2001 der Asylbewerber Mohammed Belhadj zu Tode geprügelt wurde.
Archäologen nutzen den Zarrenthiner Kiessee, um aus der Ostsee geborgene hölzerne Schiffswracks und Schiffsteile ohne aufwendige Konservierung sicher vor Befall mit dem Schiffsbohrwurm zu lagern. Dazu gehört unter anderem das „Darßer Kraweel“, ein Küstenboot aus Eichenholz von 13 Metern Länge. Im Frühjahr 2008 wurden Überlegungen zur Anlage eines archäologischen Freiwassermuseums bekannt gemacht, das von Freizeittauchern besichtigt werden kann. Der Greifswalder Tauchsportclub betreibt am See einen Stützpunkt, der bereits zu DDR-Zeiten von der Gesellschaft für Sport und Technik (GST) genutzt wurde.